# Дача Галілея
Да́ча Галіле́я — лісовий заказник загальнодержавного значення в Україні. Розташований у межах  Чортківського району Тернопільської області, у кварталах 29—74 Улашківського лісництва Чортківського держлісгоспу, в межах однойменного лісового урочища. 
Площа — 1856 га. Створений відповідно до постанови РМ УРСР від 28 жовтня 1974 року № 500. Перебуває у віданні Чортківського держлісгоспу ДЛГО «Тернопільліс». 
Під охороною — унікальний високопродуктивний масив дубових лісів штучного походження з багатьма екзотами. Головними лісотвірними породами є дуб звичайний, граб з незначними домішками ясена звичайного, липи серцелистої, черешні, бука. У підліску — ліщина, клен татарський, бруслина бородавчаста. 
Трав'яний покрив утворюють осока волосиста, осока гірська, яглиця звичайна, маренка запашна, зірочник лісовий, медунка м'якенька, печіночниця звичайна та інші. 
Зростає багато рідкісних та екзотичних деревних порід: горіх чорний, горіх сірий, горіх маньчжурський, сосна чорна, сосна Веймутова, модрина європейська, модрина японська, ялиця біла. 
«Дача Галілея» — місце оселення значної кількості диких тварин: сарни, лисиці, борсука, тхора чорного, лося, підорлика великого. Трапляється також пугач, занесений до Червоної книги України. 
Заказник — взірець лісорозведення в умовах лісостепу, має ґрунтозахисне та водорегулююче значення; цінна лісонасіннєва база. 

### Території природно-заповідного фонду у складі ЗК «Дача Галілея»
До складу заказника «Дача Галілея» входять такі об'єкти ПЗФ України:
- Пам'ятка природи місцевого значення «Еталон модриново-ясеневого насадження з домішками сосни і дуба звичайного», ботанічна.
- Пам'ятка природи місцевого значення «Дуб звичайний (1 дерево)», ботанічна
- Пам'ятка природи місцевого значення «Дуб звичайний (1 дерево)», ботанічна
- Пам'ятка природи місцевого значення «Дуб звичайний (1 дерево)», ботанічна
- Пам'ятка природи місцевого значення «Дуб звичайний (1 дерево)», ботанічна
- Пам'ятка природи місцевого значення «Дуб звичайний (1 дерево)», ботанічна
- Пам'ятка природи місцевого значення «Дуб звичайний (6 дерев)», ботанічна
- Пам'ятка природи місцевого значення «Дуб звичайний (1 дерево)», ботанічна
- Пам'ятка природи місцевого значення «Дуб звичайний (2 дерева)», ботанічна
- Пам'ятка природи місцевого значення «Модрина європейська (6 дерев)», ботанічна

## Галерея

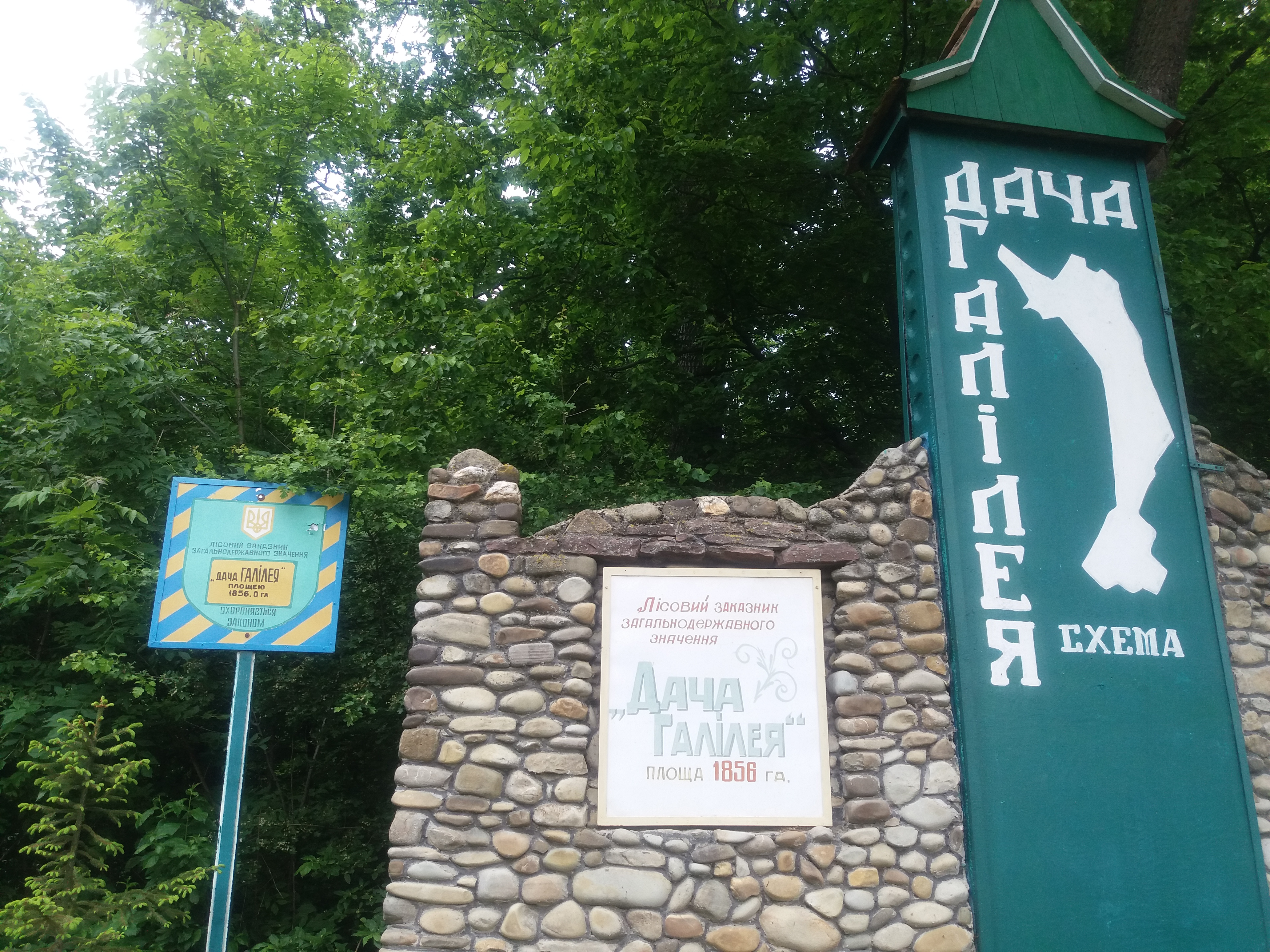
Охоронна табличка та схема заказника
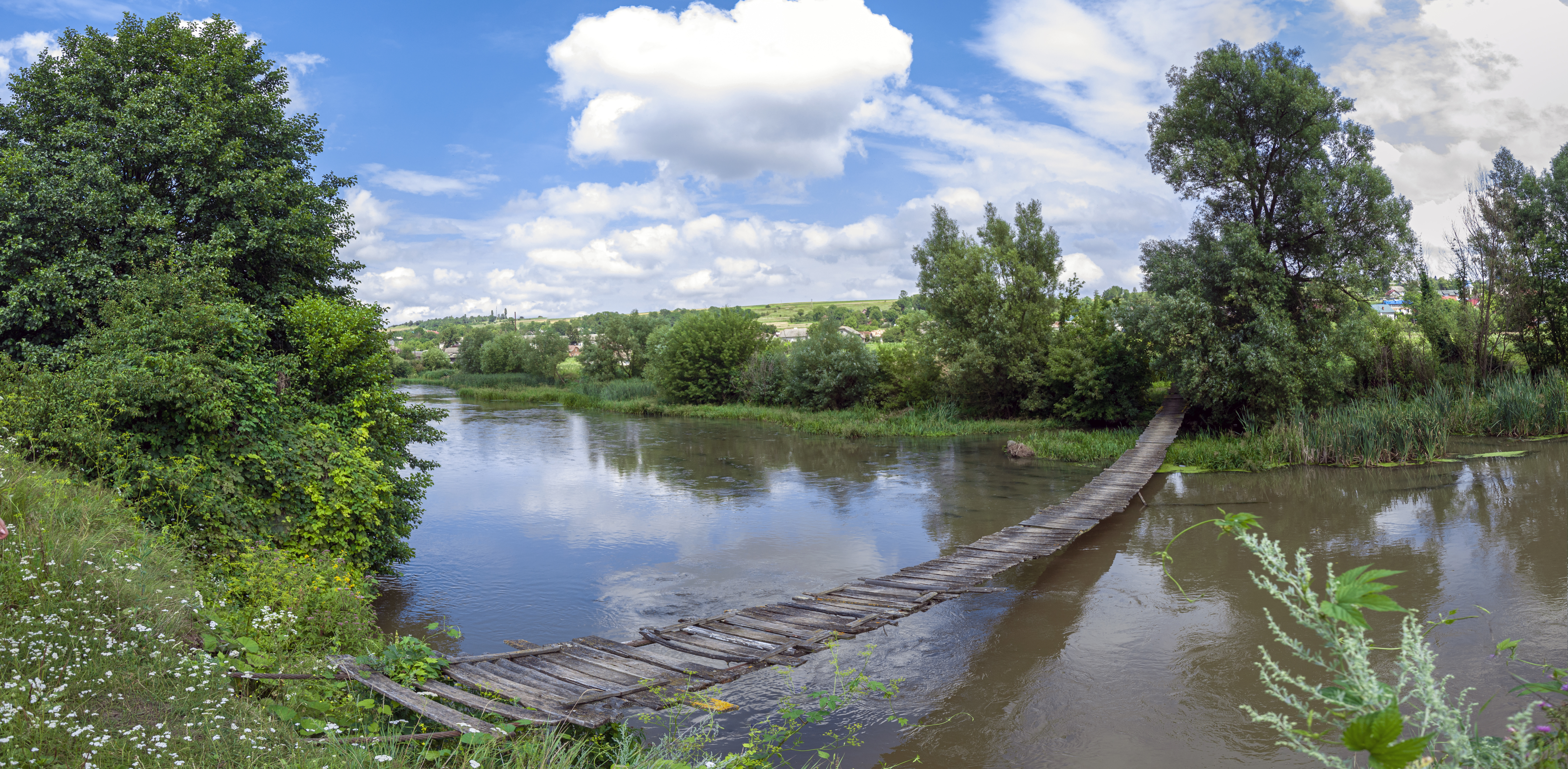
Кладка через річку Серет у заказнику
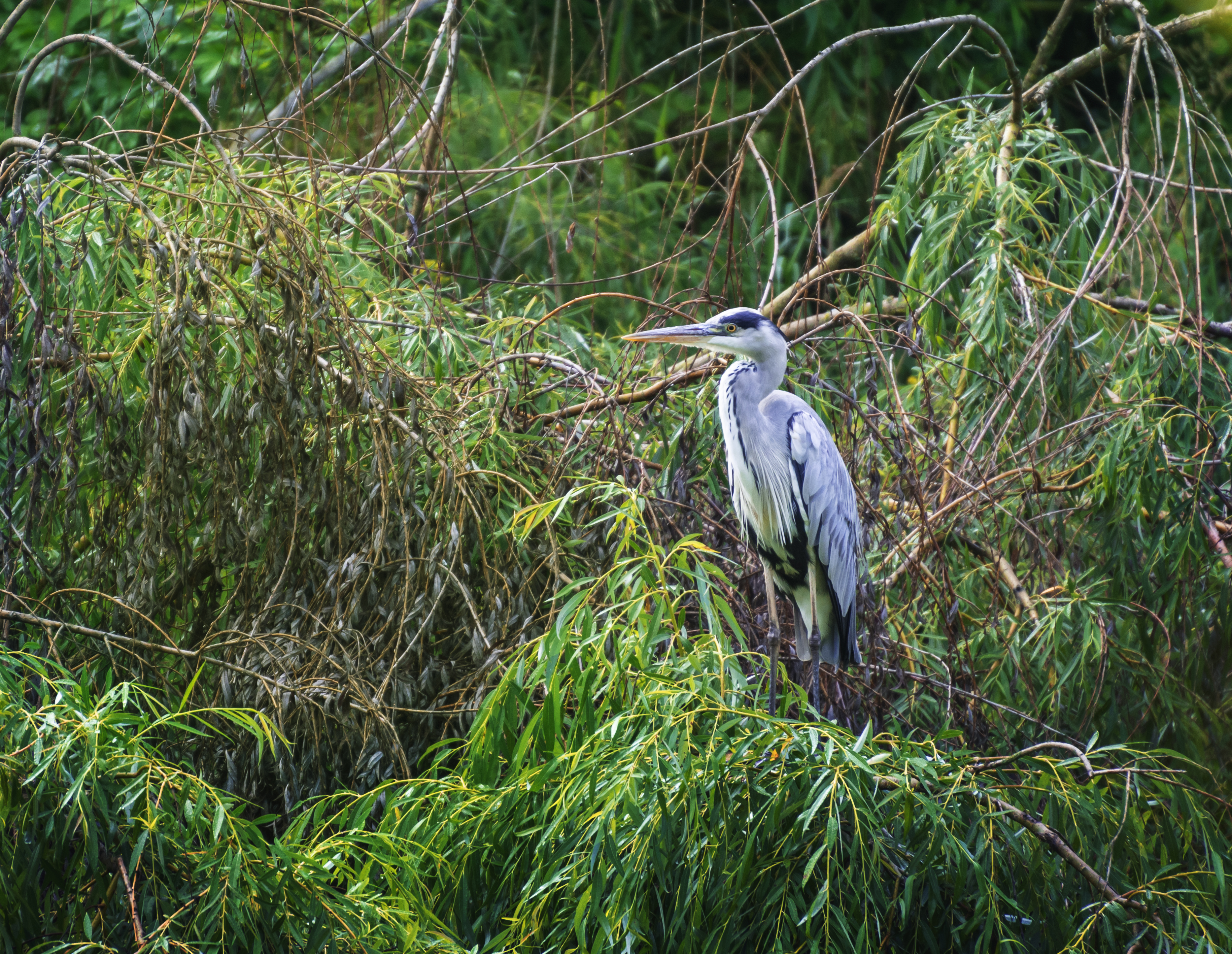
Сіра чапля у заказнику
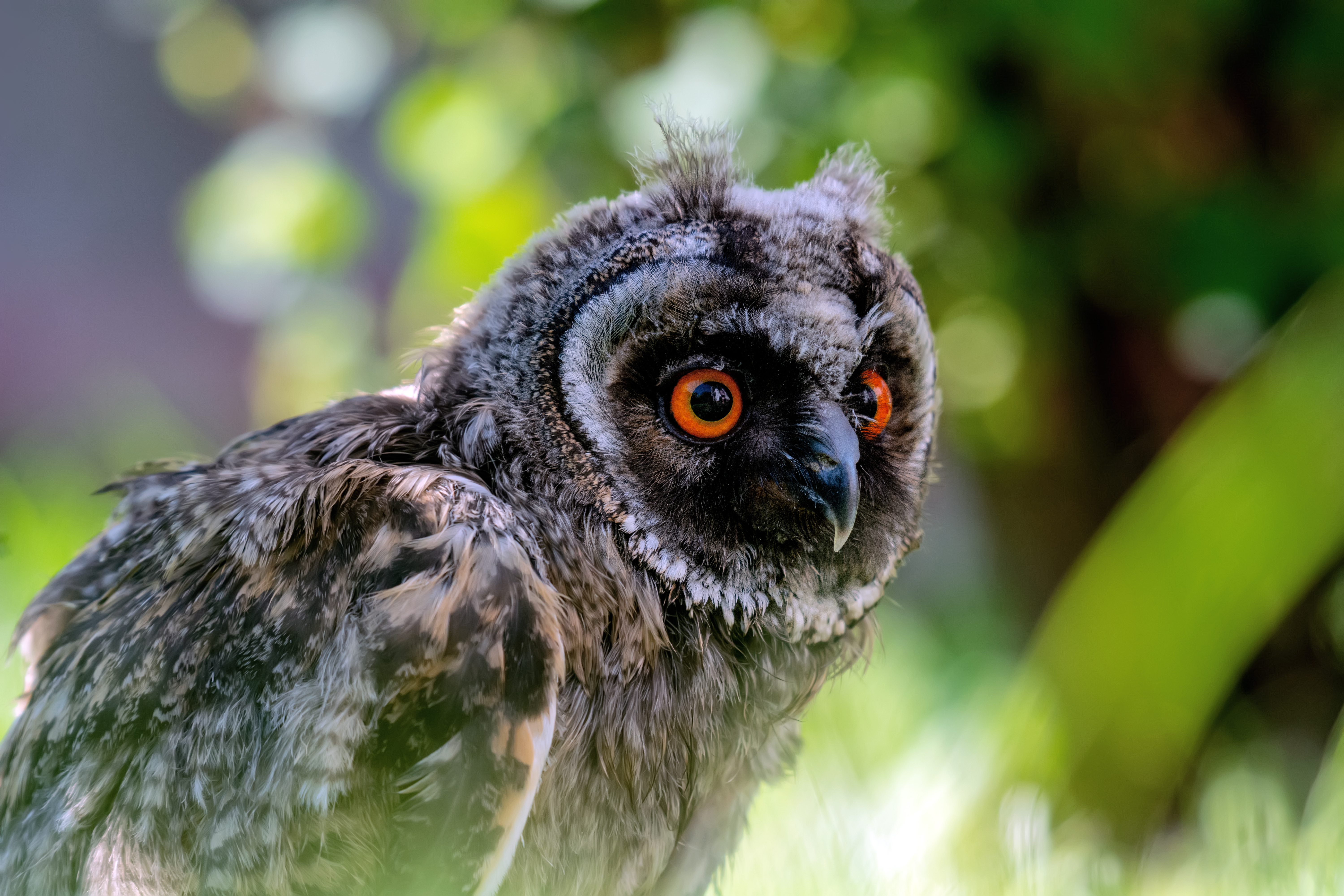
Сова вухата на території заказника
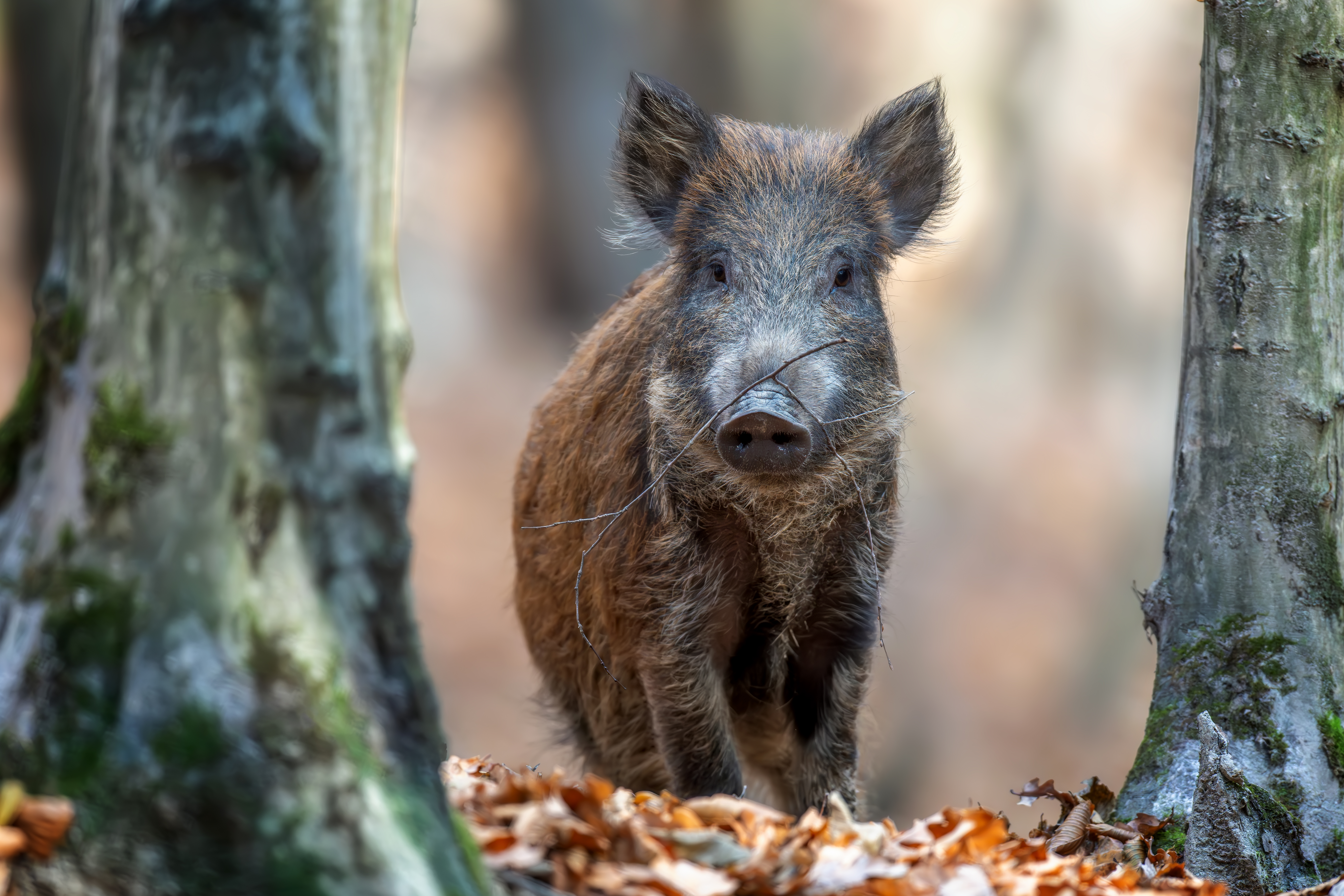
Свиня дика на території заказника